# Sept-Forges
Sept-Forges is een plaats en voormalige gemeente in het Franse departement Orne in de regio Normandië en telt 283 inwoners (2004). De plaats maakt deel uit van het arrondissement Alençon.

## Geschiedenis
Sept-Forges is op 1 januari 2016 gefuseerd met de gemeenten La Baroche-sous-Lucé, Beaulandais, Juvigny-sous-Andaine, Loré, Lucé en Saint-Denis-de-Villenette tot de gemeente Juvigny Val d'Andaine.  

## Geografie
De oppervlakte van Sept-Forges bedraagt 8,6 km², de bevolkingsdichtheid is 32,9 inwoners per km².
De onderstaande kaart toont de ligging van Sept-Forges met de belangrijkste infrastructuur en aangrenzende gemeenten.

## Demografie
Onderstaande figuur toont het verloop van het inwonertal (bron: INSEE-tellingen).
La Baroche-sous-Lucé · Beaulandais · Juvigny-sous-Andaine · Loré · Lucé · Saint-Denis-de-Villenette · Sept-Forges